# ちいさなとびら
『ちいさなとびら』は、永井真理子11枚目のアルバム。

## 概要
前作『You're...』から2年4ヶ月ぶり新作。今作は永井の作詞を除けば外部作詞家・作曲家からの楽曲提供曲が多い。本作の特徴は、ジャケットに永井の写真が無く、夫であるCoZZiが一曲も参加していない。

## 収録曲
全編曲：西川進（特記以外）
1. 恋するウイルス
  - 作詞：かせきさいだぁ≡、作曲：野口薫
2. 愛が醒めるとき
  - 作詞：松本隆、作曲：bice

「かたちのないものが好き」のc/w曲
3. あなたのそばにいて
  - 作詞・作曲：遠藤響子、編曲：重実徹
4. 遠くから見つめている
  - 作詞：松本隆、作曲：西川進・小林孝至
5. くちびる銀河
  - 作詞：かせきさいだぁ≡、作曲：松本タカヒロ（The Turtles）
6. 願いそこねた流れ星
  - 作詞：永井真理子、作曲：戸谷誠
7. 12月の空へ
  - 作詞・作曲：永井真理子
8. Reborn
  - 作詞：永井真理子・村野耕治、作曲：戸谷誠
9. かたちのないものが好き
  - 作詞：松本隆、作曲：西川進・小林孝至
10. ひつじかひのうた。
  - 作詞：hiyori、作曲：bice
11. 手紙
  - 作詞・作曲：松本タカヒロ（The Turtles）
12. あなたのそばにいて（Studio Session Version）
  - 作詞・作曲：遠藤響子